# Горин, Григорий Израилевич
Григо́рий Изра́илевич Го́рин (при рождении — Офште́йн; 12 марта 1940, Москва — 15 июня 2000, там же) — советский и российский писатель-сатирик, драматург, сценарист, телеведущий; заслуженный деятель искусств Российской Федерации (1996), лауреат Государственной премии Российской Федерации (2002 — посмертно). Автор ряда литературно-публицистических статей.

## Биография
Родился 12 марта 1940 года в семье военнослужащего, позже участника Великой Отечественной войны, начальника оперативного отдела и исполняющего обязанности начальника штаба 150-й дивизии 3-й ударной армии, подполковника Израиля Абелевича (Абельевича) Офштейна (1904, Волочиск — 2000, Сан-Франциско), кавалера орденов Красного Знамени (1945) и Отечественной войны I и II степеней (1944). Мать — Фрида Григорьевна Офштейн (в девичестве Фейга Гершевна Ройзентулер, 1910—1966), уроженка Шаргорода, чертёжница, в годы войны работала в военном госпитале. Родители до переезда в Москву перед войной жили в Проскурове.
В начале Великой Отечественной войны был с матерью и старшей сестрой Анной (род. 1932) эвакуирован из Москвы в Красный Яр (Башкирская АССР). Окончив в 1963 году 1-й Московский медицинский институт имени И. М. Сеченова, несколько лет работал врачом скорой помощи. «Советский врач, — писал Горин, — был и остаётся самым уникальным специалистом в мире, ибо только он умел лечить, не имея лекарств, оперировать без инструментов, протезировать без материалов…».
Литературную деятельность начал с сочинения сценок для студенческого «Клуба весёлых и находчивых». С 1960-х годов активно выступал в печати с фельетонами, юмористическими рассказами и скетчами. Некоторое время заведовал отделом юмора журнала «Юность», вёл популярную рубрику от имени Галки Галкиной. Неоднократно публиковал юмористические рассказы в отделе юмора «Клуб 12 стульев» «Литературной газеты».
В 1965 году им в соавторстве с Аркадием Аркановым и композитором Константином Певзнером была написана «Оранжевая песня» для 6-летней грузинской исполнительницы Ирмы Сохадзе. В 1966 году вышел сборник юмористических рассказов «Четверо под одной обложкой», куда вошли произведения А. Арканова, Г. Горина, Ф. Камова и Э. Успенского.
В 1968 году был удостоен премии «Золотой телёнок» «Клуба 12 стульев» «Литературной газеты», став одним из трёх первых награждённых. В 1969 году получил вторую премию «Золотой телёнок».
В 1978—1990 годах регулярно принимал участие в телепередаче «Вокруг смеха». В начале 1990-х приглашался в жюри Высшей лиги КВН. В последние годы жизни был регулярным участником и автором телепередачи «Клуб „Белый попугай“», после смерти Юрия Никулина некоторое время был её ведущим.
Скоропостижно скончался у себя дома в Москве в ночь на 15 июня 2000 года, на 61-м году жизни от обширного инфаркта.

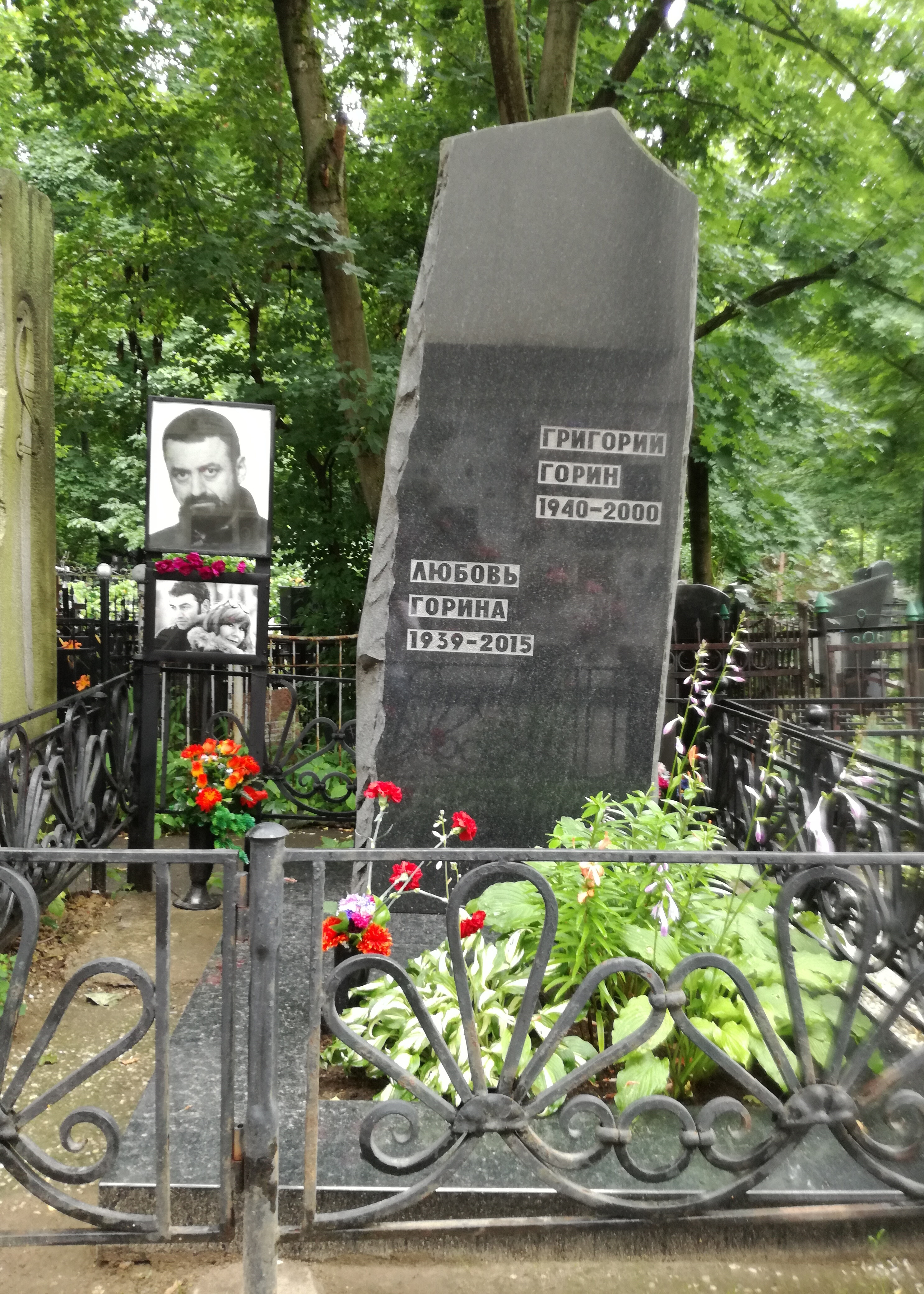
Могила Г. Горина на Ваганьковском кладбище Москвы

Похоронен в Москве на Ваганьковском кладбище (уч. 24).

## Семья
Жена — Любовь Павловна Горина (урождённая Кереселидзе, 26 января 1939, Нальчик — 24 августа 2015, Москва), редактор киностудии «Мосфильм», объединения музыкальных и комедийных фильмов. Вместе прожили 30 лет. Похоронена рядом с мужем в Москве на Ваганьковском кладбище (участок 24). В браке детей не было.

## Творчество

### Драматургия
- 1966 — «Свадьба на всю Европу», в соавторстве с Аркадием Аркановым
- «Банкет», в соавторстве с Аркадием Аркановым; поставлена в 1968 году[12]
- «Маленькие комедии большого дома», в соавторстве с Аркадием Аркановым; в 1973 году поставлена в Московском театре сатиры[12]
- «Тореадор», в соавторстве с Аркадием Аркановым; поставлена в 1973 году
- «Соло для дуэта», в соавторстве с Аркадием Аркановым; поставлена в 1975 году
- 1970 — «Тиль», по мотивам фламандского фольклора и романа Шарля де Костера; в 1974 году поставлен в театре «Ленком» Марком Захаровым, в 2014 году — постановка Натальи Гомберг в ГМИИ им. А. С. Пушкина, в 2015 году поставлен режиссёром А. Михайловым в Театре для детей и молодёжи «Свободное пространство» (Орёл)
- 1972 — «Забыть Герострата!»; в 1972 году поставлена в Центральном академическом театре Советской армии и в Академическом драматическом театре им. В. Ф. Комиссаржевской (Ленинград)
- 1976 — «Самый правдивый», о бароне Мюнхгаузене; в 1977 году в Центральном академическом театре Советской армии поставлен спектакль «Комическая фантазия», а в 1979 году Марком Захаровым снят фильм «Тот самый Мюнхгаузен»
- 1977 — «Кто есть кто?»; телеспектакль поставлен Марком Розовским
- 1980 — «Дом, который построил Свифт»; в 1982 году М. А. Захаровым снят одноимённый фильм, в 2016 году поставлен Евгением Писаревым в Московском драматическом театре им. А. С. Пушкина
- 1984 — «Феномены»
- 1985 — «Прощай, конферансье!»
- 1989 — «Кот домашний средней пушистости», совместно с Владимиром Войновичем; в 1990 году Константином Воиновым снят фильм «Шапка»
- 1989 — «Поминальная молитва», по мотивам произведений Шолом-Алейхема; в 1993 году поставлена в театре «Ленком», телеверсия в 1993 году
- 1991 — «Кин IV», пьеса впервые поставлена Александром Исаковым в театре им. В. Ф. Комиссаржевской (Санкт-Петербург), в 2001 году поставлена в Театре Антона Чехова (режиссёр Леонид Трушкин) под названием «Шалопаи, или Кин IV»
- 1994 — «Чума на оба ваши дома!», по мотивам трагедии Шекспира «Ромео и Джульетта», пьеса впервые поставлена Александром Исаковым в театре «Балтийский дом» (Санкт-Петербург)
- 1995 — «Королевские игры»; в 1995 году поставлена Марком Захаровым в театре «Ленком»[12]
- 1997 — «Счастливцев-Несчастливцев»; поставлена в 1997 году в Московском театре сатиры[12]
- 1999 — «Шут Балакирев»; в 2001 году поставлена Марком Захаровым в театре «Ленком», телеверсия в 2002 году.

### Киносценарии
- 1974 — «Остановите Потапова!» (по одноимённому рассказу, опубликованному в «Литературной газете» в 1972 году)
- 1975 — «Ералаш» — выпуск № 4, сюжет «Новенький»
- 1976 — «Ты — мне, я — тебе» (совместно с Александром Серым)[12]
- 1976 — «„Сто грамм“ для храбрости…» (новелла «Какая наглость!»)
- 1976 — «Ералаш» — выпуск № 8, сюжет «Футбольный мяч»
- 1978 — «Ёжик» (короткий метр)
- 1978 — «Бархатный сезон» (совместно с Владимиром Павловичем)
- 1979 — «Тот самый Мюнхгаузен»[12]
- 1980 — «О бедном гусаре замолвите слово» (совместно с Эльдаром Рязановым)[12]
- 1980 — «Обнажённый Куренцов» (короткий метр)
- 1980 — «Случай на фабрике № 6» (короткий метр)
- 1982 — «Дом, который построил Свифт»[12]
- 1984 — «Формула любви», по мотивам повести Алексея Толстого «Граф Калиостро»[12]
- 1985 — «Дорогая Памела»
- 1986 — «Мой нежно любимый детектив» (совместно с Аркадием Хайтом)
- 1988 — «Убить дракона», по мотивам пьесы Евгения Шварца (совместно с Марком Захаровым)
- 1991 — «Андрей», фильм-монография об Андрее Миронове (совместно с Алексеем Габриловичем)

### Экранизации
- 1985 — Золотая рыбка (телеспектакль)
- 2005 — «Случай на фабрике № 6» (по одноимённому рассказу, короткий метр, режиссёр Андрей Цветков)
- 2011 — «Ёжик» (по одноимённому рассказу, короткий метр, режиссёр Александра Царёва)
- 2012 — «Вы мне не доверяете» (по одноимённому рассказу, короткий метр, режиссёр Сергей Данченко)
- 2017 — «Мир вашему дому!» (по пьесе «Поминальная молитва», режиссёр Владимир Лерт)

## Песни
- В 1965 году в соавторстве с Аркадием Аркановым и композитором Константином Певзнером была написана «Оранжевая песня» для 6-летней грузинской исполнительницы Ирмы Сохадзе. Впоследствии эта популярная песня была в репертуаре многих исполнителей, среди которых Марина Влади с сёстрами, Анастасия Стоцкая и другие[20][21].

## Награды
- Хрустальная Турандот в номинации «Лучшая современная пьеса» (1995, «Кин IV»)[22][12]
- Заслуженный деятель искусств Российской Федерации (1996) — за заслуги в области искусства[23][12]
- Государственная премия Российской Федерации (2002, посмертно) — за заслуги в области театрального искусства[24][12]

## Память

Мемориальная доска Г. Горину в Москве на доме № 17 по Тверской улице

14 декабря 2012 года открыта мемориальная доска (скульптор Андрей Балашов, архитектор Вячеслав Бухаев) на доме № 17 по Тверской улице в Москве, где писатель жил с 1971 по 1993 год.
- 2010 — «Последняя шутка Григория Горина» («Первый канал»)[26]
- 2010 — «Григорий Горин. „Острова“» («Культура»)[27]
- 2010 — «Весёлый-грустный человек. Григорий Горин» («Россия»)[28]
- 2015 — «Григорий Горин. „Живите долго!“» («Первый канал»)[29][30]
- 2019 — «Григорий Горин. „Последний день“» («Звезда»)[31]
- 2019 — «„Тайны кино“: Григорий Горин» («Москва 24»)[32]
- 2019 — «Григорий Горин. „Формула смеха“» («ТВ Центр»)[33]
- 2020 — «„Это было смешно“: Григорий Горин» («Москва 24»)[34]
- 2020 — «Григорий Горин. „Юмор — продукт скоропортящийся“» («Мир»)[35]